# Élections municipales de 2011 à Séville
Les élections municipales de 2011 à Séville (en espagnol : elecciones municipales de 2011 en Sevilla) se tiennent le dimanche 22 mai 2011, afin d'élire les 33 conseillers municipaux de Séville pour un mandat de quatre ans.

## Contexte
Le 13 juin 2007, le Parti socialiste et la Gauche unie s'entendent pour former des coalitions dans 110 municipalités sur les 121 possibles, incluant notamment Séville. Le maire socialiste sortant, Alfredo Sánchez Monteseirín, est réélu trois jours plus tard par le conseil municipal, devenant le premier à enchaîner trois mandats consécutifs depuis les débuts de la Transition.
Alfredo Sánchez Monteseirín indiquz, au début du mois de mars 2010, qu'il ne sera pas candidat une quatrième fois à la mairie de Séville, alors que plusieurs affaires politico-financières mettent en cause son entourage proche.
Au début de la semaine du scrutin, près d'un millier de personnes se rassemblent sur la place de la Encarnación, pour soutenir le Mouvement des Indignés. En dépit de l'interdiction de manifester décrétée par la commission électorale, les rassemblements se poursuivent au cours des jours suivants, rassemblant toujours plusieurs milliers de participants,,. Environ 10 000 personnes se réunissent le 21 mai sur la place de la Encarnación, jour de réserve où toute manifestation électorale ou politique est interdite par la loi électorale.

## Mode de scrutin

### Conditions de candidature
Peuvent présenter des candidatures, : 
- les partis et fédérations de partis inscrits auprès des autorités ;
- les coalitions de partis et/ou fédérations inscrites auprès de la commission électorale au plus tard dix jours après la convocation du scrutin ;
- et les électeurs de la commune, s'ils représentent au moins 5 000 parrainages.

### Répartition des sièges
Le nombre de conseillers municipaux est établi en fonction de la population de la commune. Les communes de plus de 100 001 habitants comptent 25 conseillers et un conseiller supplémentaire pour 100 000 habitants ou fraction, ainsi qu'un conseiller supplémentaire si le total de conseillers municipaux constitue un nombre pair. Séville comptant officiellement 704 198 habitants recensés à la fin de l'année 2010, elle dispose de 33 conseillers municipaux.
Seules les listes ayant recueilli au moins 5 % des suffrages valides — qui constitue le total des suffrages exprimés et des bulletins blancs — peuvent participer à la répartition des sièges à pourvoir dans cette même circonscription, qui s'organise en suivant différentes étapes : 
- les listes sont classées en une colonne par ordre décroissant du nombre de suffrages obtenus ;
- les suffrages de chaque liste sont divisés par 1, 2, 3... jusqu'au nombre de députés à élire afin de former un tableau ;
- les mandats sont attribués selon l'ordre décroissant des quotients ainsi obtenus[12],[13],[14].

### Élection du maire
Le maire est élu par le conseil municipal, parmi les conseillers municipaux ayant occupé la première place de leurs listes respectives. Est élu maire celui qui recueille le soutien de la majorité absolue des conseillers. Si aucun candidat n'atteint cette majorité, le conseiller municipal ayant occupé la première place de la liste qui a recueilli le plus grand nombre de suffrages est proclamé maire.

## Campagne

### Principales listes
| Force politique | Force politique                                                                                              | Force politique | Idéologie                                                          | Tête de liste                                   | Résultats en 2007       |
| --------------- | --- | --------------- | ------------------------------------------------------------------ | ----------------------------------------------- | ----------------------- |
|                 | Parti populaire (es) Partido Popular                                                                         | PP              | Centre droit à droite Libéral-conservatisme, démocratie chrétienne | Juan Ignacio Zoido                              | 41,8 % des voix 15 élus |
|                 | Parti socialiste ouvrier espagnol (es) Partido Socialista Obrero Español                                     | PSOE            | Centre gauche Social-démocratie, progressisme                      | Juan Espadas                                    | 40,5 % des voix 15 élus |
|                 | Gauche unie Les Verts – Appel pour l'Andalousie (es) Izquierda Unida Los Verdes - Convocatoria por Andalucía | IULV-CA         | Gauche Communisme, écologisme, nationalisme                        | Antonio Rodrigo Torrijos (es) (Premier adjoint) | 8,4 % des voix 3 élus   |

## Résultats
|                        |                                                           |         |       |       |        |               |  |  |  |  |  |  |  |  |
| Parti                  | Parti                                                     | Voix    | %     | +/-   | Sièges | +/-           |  |  |  |  |  |  |  |  |
|                        | Parti populaire (PP)                                      | 166 040 | 49,31 | 7,47  | 20     | 5             |  |  |  |  |  |  |  |  |
|                        | Parti socialiste ouvrier espagnol (PSOE)                  | 99 168  | 29,45 | 11,01 | 11     | 4             |  |  |  |  |  |  |  |  |
|                        | Gauche unie Les Verts – Appel pour l'Andalousie (IULV-CA) | 24 066  | 7,15  | 1,22  | 2      | 1             |  |  |  |  |  |  |  |  |
|                        | Partido Andalucista-Espace pluriel andalou (PA-EPA)       | 16 097  | 4,78  | 0,28  | 0      | en stagnation |  |  |  |  |  |  |  |  |
|                        | Union, progrès et démocratie (UPyD)                       | 10 945  | 3,25  | Nv    | 0      | en stagnation |  |  |  |  |  |  |  |  |
|                        | Les Verts-Andalousie écologique (es) (LV-AE)              | 4 063   | 1,21  | 0,17  | 0      | en stagnation |  |  |  |  |  |  |  |  |
|                        | Ciudadanos en Blanco (CenB)                               | 2 062   | 0,61  | Nv    | 0      | en stagnation |  |  |  |  |  |  |  |  |
|                        | Parti anti-taurin contre la maltraitance animale (PACMA)  | 1 398   | 0,42  | 0,18  | 0      | en stagnation |  |  |  |  |  |  |  |  |
|                        | Autres partis                                             | 3 533   | 1,05  | -     | 0      | -             |  |  |  |  |  |  |  |  |
|                        | Vote blanc                                                | 9 346   | 2,78  | 0,79  |        |               |  |  |  |  |  |  |  |  |
|                        |                                                           |         |       |       |        |               |  |  |  |  |  |  |  |  |
| Suffrages exprimés     | Suffrages exprimés                                        | 336 718 | 98,14 |       |        |               |  |  |  |  |  |  |  |  |
| Votes nuls             | Votes nuls                                                | 6 380   | 1,86  |       |        |               |  |  |  |  |  |  |  |  |
| Total                  | Total                                                     | 343 098 | 100   | -     | 33     | en stagnation |  |  |  |  |  |  |  |  |
| Abstention             | Abstention                                                | 203 846 | 37,27 |       |        |               |  |  |  |  |  |  |  |  |
| Inscrits/Participation | Inscrits/Participation                                    | 546 944 | 62,73 |       |        |               |  |  |  |  |  |  |  |  |

## Suites
La séance d'installation du conseil municipal est marquée par une manifestation du Mouvement des Indignés à proximité de l'hôtel de ville, qui réunit environ un millier de personnes. Le candidat du Parti populaire, Juan Ignacio Zoido, est élu maire de Séville par 20 voix favorables, issues des élus de son groupe.